# 雲斑鰕虎
雲斑鰕虎（学名：Yongeichthys criniger），又名雲斑裸頰鰕虎魚，为鰕虎科裸頰鰕虎魚屬下的一个种。